# Bahawalpur (ciutat)

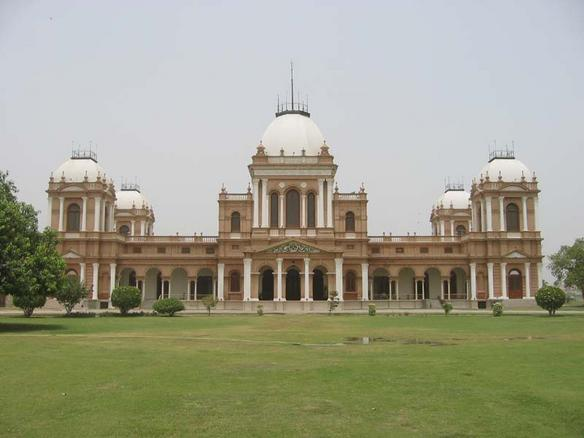
Noor Mahal, antic palau de la casa reial

Bahawalpur (també Bhawalpur o Bhawulpore, en urdú: بہاولپور) és una ciutat de Pakistan amb una població de 403.408 habitants (1908), capçalera del districte de Bahawalpur a la província del Panjab. La municipalitat fou creada el 1874. La població el 1881 era de 
13.635 i el 1901 de 18.546 habitants
Està situada al sud del riu Sutlej que corre a menys de 10 km i és creuat pel pont de l'Adamwahan (Emperadriu) obert el 1878. Propera es troba el Lal Suhanra National Park, i al nord hi ha Harappa que és la segona ubicació arqueològica de l'Indus més important després de Moenjodaro.
La ciutat disposa d'una universitat (la Islàmia) i importants col·legis i escoles. També disposa de zoològic (uns dels pocs de Pakistan). A la ciutat es fa un important mercat agrícola
El clima se sec i calorós i la pluja escasseja. A l'est de Bahawalpur es troba el desert de Cholistan amb 15000 km², que arriba fins al desert de Thar, abans regada pel riu Hakra (el Saravati dels texts vèdics). La població és d'ètnia seraiki i parla el seraiki encara que compren l'urdú i l'anglès.
Llocs interessants són la Biblioteca Nacional de Bahawalpur, el Museu, els Palaus de la família reial (Noor Mahal un edifici d'estil italià, Darbar Mahal i Gulzar Mahal), la porta Farid i el mausoleu de Haugha Sahib i algun altra; a la rodalia es troba la fortalesa de Derawar, l'antiga ciutat a la que Bahawalpur va substituir, i a 50 km el fort de Munde Shahid i el de Marot.
Bahawalpur disposa d'indústries tèxtils, estores, i ceràmica (les dues darreres especialitats de la ciutat) i proper una fàbrica de refinar sucre. A la vora de la porta Farid que obre al desert de Cholistan es poden comprar productes del desert; les compres es fan a la ciutat als nombrosos bazars: Shahi Bazaar, Machli Bazaar, Farid Gate, el Mall, i la moderna zona de Satellite Town, a més d'alguns petits malls com Bobby Plaza, Takbeer Shopping mall, Time, Prince, etc.
No lluny de la ciutat es troba l'aeroport de Bahawalpur.
La ciutat fou fundada el 1748 per Nahwal Khan I, el sobirà de Derawar, que va deixar de ser la capital i de donar nom a l'estat. La ciutat fou rodejada d'unes muralles de 6,4 km. El palau reial fou construït de Sadiq Muhammad Khan el 1882 i és quadrat amb torres a cada angle i les seves habitacions són molt caloroses. Fou seu dels Imperial Service Camel Corps i del Regiment del nizam. Per la història de l'estat de Bahawalpur vegeu Bahawalpur.